# Confianza Online
Confianza Online es un sistema de autorregulación de ámbito nacional en España bajo una forma jurídica de asociación sin ánimo de lucro. Los promotores de este sistema son la Asociación para la Autorregulación de la Comunicación Comercial y la Asociación Española de la Economía Digital, que son los socios preferentes de Confianza Online.
Los campos de actuación de Confianza Online además de la comunicación comercial en publicidad interactiva, publicidad en internet y comercio electrónico, se ocupa de resolver problemas relacionados con protección de menores, accesibilidad y usabilidad, y privacidad y protección de datos.

## Elementos básicos del sistema
Este sistema de autorregulación incluye los siguientes elementos básicos:

### Código de Conducta Confianza Online
El código deontológico de la publicidad en internet es también conocido como Código de Conducta de Confianza Online. El Jurado de la Publicidad de AUTOCONTROL juega un papel importante del mismo modo que la Junta Arbitral Nacional de Consumo. Consta también de una Secretaría, la cual se encarga de tramitar las reclamaciones. Lo primero que esta secretaría ha de mirar cuando recibe una reclamación es si tiene que ver con publicidad interactiva y se enviará directamente a AUTOCONTROL o de otro modo será mandada a adigital con un plazo límite.
El código de conducta regula los medios electrónicos de comunicación a distancia, es decir, todos aquellos que permitan la presentación de servicios de la sociedad de la información. No tendrán la consideración de medios electrónicos de comunicación a distancia a los efectos de este código, los que no reúnan las características expresadas en sus estatutos, y en particular la telefonía, correo electrónico o cualquier medio electrónico equivalente, radiodifusión televisiva, radiodifusión sonora y teletexto televisivo.
A los efectos del código, no es considerado publicidad los datos que permiten acceder directamente a la actividad de una empresa, organización o persona, y concretamente el nombre del domino o la dirección de correo electrónico; las comunicaciones comerciales relativas a los bienes servicios o a la imagen de dicha empresa, organización o persona, elaboradas de forma independiente de ella, en particular cuando éstas se realizan sin contrapartida económica; los contenidos editoriales de las páginas web, entendiendo por tales todos aquellos que no estén orientados a la promoción directa o indirecta, de la contratación de bienes, servicios, derechos y obligaciones.
Además, el código no es posible aplicarlo a la publicidad institucional ni a la publicidad de carácter político.

### Mecanismo de aplicación
Confianza Online necesita de un mecanismo de aplicación de las reglas reflejadas en su Código Ético, el mecanismo se encarga de resolver las controversias y reclamaciones que se presenten. Este sistema se basa en la actividad de dos órganos: El Jurado de la Publicidad de Autocontrol (para las cuestiones relacionadas con comunicaciones comerciales) y la Junta Arbitral Nacional de Consumo (para las cuestiones de carácter contractual con los consumidores que se puedan suscitar), previo intento de mediación por parte de adigital.

### Secretaría
Se encarga de la tramitación de las reclamaciones. Se encarga asimismo de la asignación y administración cotidiana del sello de confianza, de la gestión económica del sistema, así como de la elaboración de estadísticas y la adecuada promoción del sistema de autorregulación.

### Sello de Confianza
El sello de confianza es en realidad un logotipo que pueden exhibir en sus sitios web las empresas que forman parte de Confianza Online, como distintivo de su adhesión. Este elemento es autorizado por el Instituto Nacional de Consumo, y es considerado un distintivo público de confianza en línea. El sello es muy importante para las páginas de juegos en línea, de venta de productos, marketing directo y en general, cualquier transacción electrónica.

## Requisitos aplicables al Comercio electrónico
El comercio electrónico según el Código de Confianza Online es:

toda transacción económica consistente en la contratación a título oneroso de productos y/o servicios entre un oferente y un consumidor, en la que la oferta por parte del oferente y la aceptación por parte del consumidor se realizan enteramente a través de un medio electrónico de comunicación a distancia

El código establece una serie de obligaciones anteriores y posteriores al procedimiento de contratación. Un aspecto muy importante que queda determinado es la información que se debe proporcionar antes del inicio del procedimiento:
- Precio de compra completo (con referencia a los impuestos aplicados)
- Términos, condiciones y formas de pago
- Las diferentes modalidades de entrega
- Características básicas que permitan la identificación de los bienes o servicios
- Existencia o inexistencia de costes adicionales
- Condiciones para el ejercicio de los derechos de devolución, cancelación o cambios del producto
- Garantías aplicables a la adquisición del producto
- Lugar y forma de presentación de posibles reclamaciones
- Domicilio del oferente a efectos legales.

## Requisitos aplicables a la Publicidad Interactiva
Deberá ser conforme a la ley aplicable, además debe ser leal, honesta y veraz. No tendrá contenidos que atenten contra la dignidad de las personas o sea discriminatorio o que en su caso, incite a la comisión de actos ilícitos.
- El anunciante deberá ser claramente identificable
- El anunciante deberá facilitar el acceso, al menos a través de s página o sitio de internet, y de forma permanente, fácil, directa y sin cargo alguno.
- Deberá ser fácilmente identificable, prohibida por tanto la publicidad encubierta; los anunciantes deberán informar de todo coste añadido o aplicado.
- La publicidad no podrá impedir la libre navegación del usuario en internet

### Correo electrónico
Respecto a la publicidad por correo electrónico, el código especifica lo siguiente:
- El usuario ha de ser informado con claridad en el momento de inscribirse para el envío de publicidad
- Los anunciantes deberán proporcionar un mecanismo sencillo, gratuito y que no implique ingreso alguno para los anunciantes o encargados del tratamiento para poder revocar el acceso.
- No será necesaria la prestación de consentimiento para el envío correo electrónico u otros medios de comunicación individual, a excepción del consentimiento inicial.
- La publicidad enviada por correo electrónico o equivalentes tiene que ser identificada claramente, así mismo como la identidad del anunciante.
- Queda prohibido la recogida masiva o indiscriminada de direcciones de correo electrónico en páginas web o servicios online a través de cualesquiera tecnologías o medios, así como la creación de direcciones de correo electrónico usando combinaciones aleatorias de nombres, letras y números en la esperanza de generar direcciones válidas.

### Foros, Chats y similares
Las entidades adheridas al código informarán a sus usuarios que no podrán utilizarse los grupos de noticias, tablón de anuncios o foros o charlas para enviar publicidad en línea, salvo que, en este último caso previamente se haya obtenido el consentimiento del moderador del punto de encuentro o, en su defecto, del proveedor del servicio, o se ajuste a las reglas de admisión de publicidad establecidas para ese grupo, foro, charla o similar. Las entidades adheridas podrán suspender, cerrar o cancelar el grupo, foro, chat o similar o la presentación del servicio cuando detecten o tengan conocimiento de las infracciones de las reglas en foros, chats y similares.